# Prostodziobek rdzawobrewy
Prostodziobek rdzawobrewy (Conirostrum tamarugense) – gatunek małego ptaka z rodziny tanagrowatych (Thraupidae), opisany w 1972. Występuje endemicznie w Chile i Peru. Nie jest zagrożony wyginięciem.

## Taksonomia
Po raz pierwszy gatunek opisali A. W. Johnson i W. R. Millie w 1972, opis ukazał się w Supplement to the birds of Chile and adjacent regions of Argentina, Bolivia and Peru. Holotyp pochodził z plantacji Prosopis tamarugo z prowincji Tarapacá w Chile. Autorzy nadali gatunkowi nazwę Conirostrum tamarugense, akceptowaną obecnie przez IOC. Opisali prostodziobka rdzawobrewego na podstawie 6 okazów. Gatunek monotypowy.

## Morfologia
Długość ciała wynosi około 12,5 cm, masa ciała u dwóch samic z Chile – 10,5 g. Wierzch ciała ciemnoszary, wyróżniają się cynamonowordzawa brew i biała plama w kształcie litery L na skrzydłach. Gardło i środek piersi cynamonowopomarańczowe. Pozostała część spodu ciała biaława, miejscami z domieszką płowego. Okolice kloaki cynamonowe. Ptaki obu płci podobne.

## Zasięg i ekologia
Prostodziobek rdzawobrewy występuje endemicznie na pustynnych obszarach północnego Chile (głównie na terenie Reserva Nacional Pampa del Tamarugal) i południowego Peru, gdzie zimuje. W 1996 ukazał się artykuł dotyczący historii naturalnej, populacji, migracji i preferencji co do środowiska u omawianego gatunku; wcześniej ptaki były widywane samotnie lub razem z prostodziobkami szarymi (C. cinereum). Prostodziobki rdzawobrewe występują m.in. na Pampa de Tamarugal. Jest to położony na wysokości ok. 1000 m n.p.m. obszar pokryty solniskami. Roczna suma opadów oscyluje wokół 0,3 mm, temperatury wahają się od –12 °C do 35 °C. Rośnie tam głównie P. tamarugo, krzewy i rośliny zielne niemal nie występują; są to m.in. Atriplex atacamensis, Tessaria absinthioides, Caesalpinia uphylla i halofit Distichlis spicata. W sezonie lęgowym badane ptaki najchętniej przebywały w górnych i bocznych partiach drzew. Żeruje głównie na larwach motyli Leptotes trigemmatus; w badaniach z 1993 stanowiły 88% pożywienia C. tamarugense. Poza tym odnotowano w pożywieniu tych ptaków biegaczowate, mrówki, błonkoskrzydłe, pluskwiaki równoskrzydłe, mszyce, muchówki i błonkoskrzydłe. Na starych P. tamarugo znajduje się więcej larw, aniżeli na drzewach młodych.

### Lęgi
Po raz pierwszy rozród zaobserwowano w październiku 1993 w Pintados (Cerro Pintados) w Chile podczas badań prowadzonych na przełomie października i listopada w rezerwacie Pampa de Tamarugal; pierwszy artykuł poświęcony lęgom ukazał się w 1995 w „The Auk”. Gniazdo prostodziobka rdzawobrewego to konstrukcja półsferyczna. Zewnętrzna średnica wynosi 6,5–10 cm, wysokość natomiast 7–10 cm. Wewnętrzna średnica to 3,5–5 cm, a głębokość 5–6,5 cm. Budulec stanowią małe gałęzie, pióra, wełna owiec i główne nerwy liści P. tamarugo wraz z ogonkami. W pięciu spośród zbadanych gniazd znajdowały się jaja, w każdym po 3. Ich wymiary to około 17 na 12 mm. Przeważnie gniazda ulokowane są w środkowej części drzewa, na średniej wysokości 4,28 m nad ziemią (n gniazd = 27). Prostodziobki rdzawobrewe preferują gałęzie kierujące się ku dołowi lub poziome jako lokalizację na gniazdo. Na jednym drzewie gniazduje w danym momencie jedna para. Na drzewach znajdywano kilka zbudowanych gniazd, co może sugerować używanie przez pary tych samych drzew co roku.

## Status i zagrożenia
IUCN od 2020 uznaje prostodziobka rdzawobrewego za gatunek najmniejszej troski (LC – Least concern). Wcześniej (od 1994) miał on status gatunku narażonego (VU – Vulnerable). Zagrożeniem dla gatunku jest niszczenie środowiska celem utworzenia pastwisk dla owiec. W 1996 miały również miejsce próby kontroli L. trigemmatus, którego larwy stanowią trzon diety ptaka. Woda używana na plantacjach P. tamarugo pozyskiwana jest z wód podziemnych i nie są znane skutki jej wypompowywania z danych obszarów. Zimowiska gatunku są dotknięte wycinką Polylepis, jednak prostodziobek rdzawobrewy nie polega wyłącznie na tych roślinach. Drzewa Prosopis tamarugo wycięto niemal w całości, jednak w latach 30. XX w. rząd chilijski zarządził program ponownego sadzenia tych drzew; do lat 70. XX w. obsadzono 146 km². Obszar gniazdowania omawianego ptaka jest objęty obszarem chronionym (Reserva Nacional Pampa del Tamarugal) i zwiększa się. W związku z tym BirdLife International uznaje trend populacji za wzrostowy. Wymienia 11 ostoi ptaków IBA, gdzie występuje C. tamarugense.